# Voivodia de Połock
A voivodia de Połock (polonês: Województwo połockie) foi uma unidade de divisão administrativa e governo local no Grão-Ducado da Lituânia (a partir de  1569, na República das Duas Nações) desde o século XV até as partições da Polônia em 1795.
Sede do governo da voivodia (wojewoda):

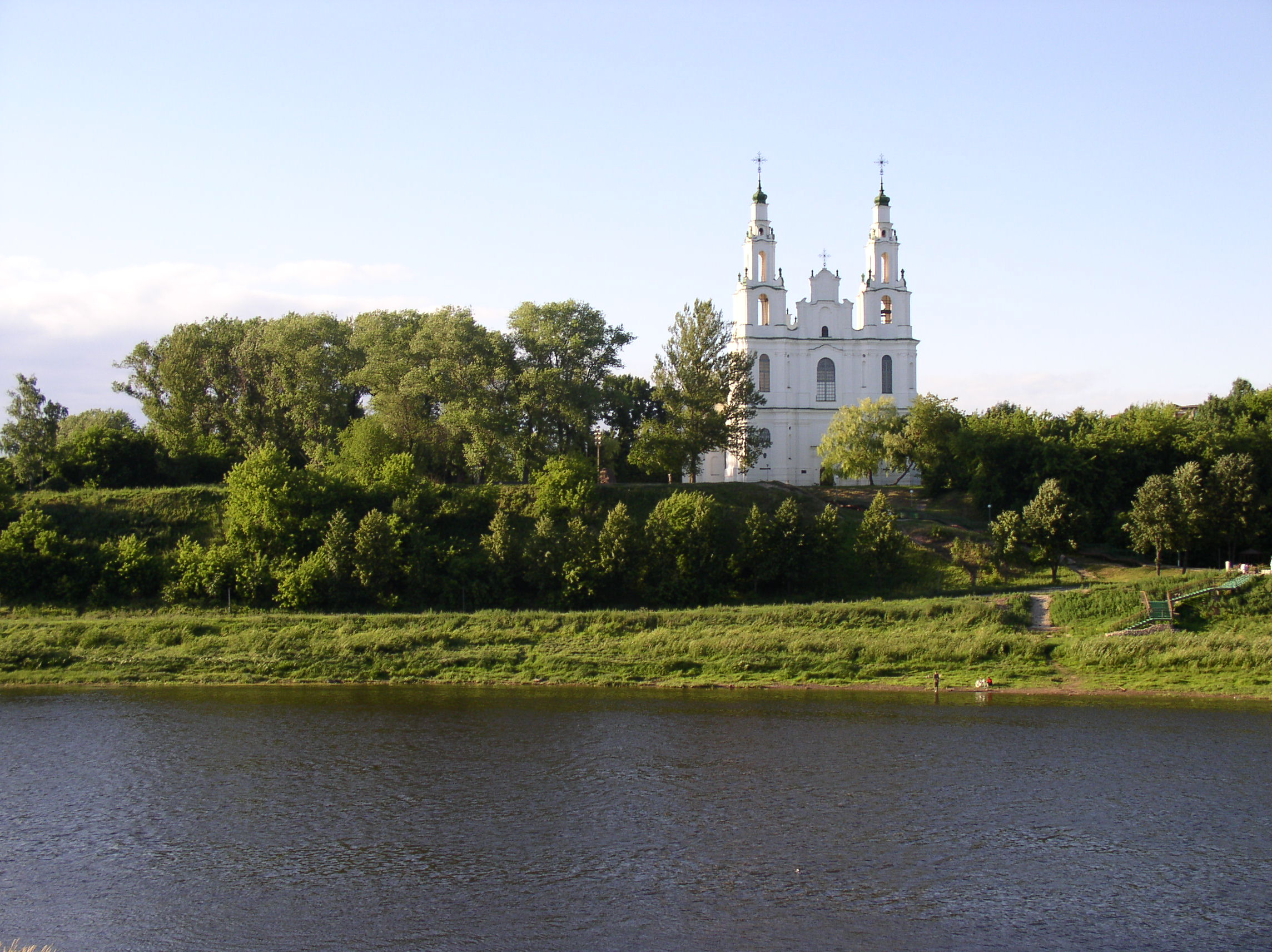
Catedral de Santa Sofia e rio Duina Ocidental em Polatsk (Połock), Bielorrússia.

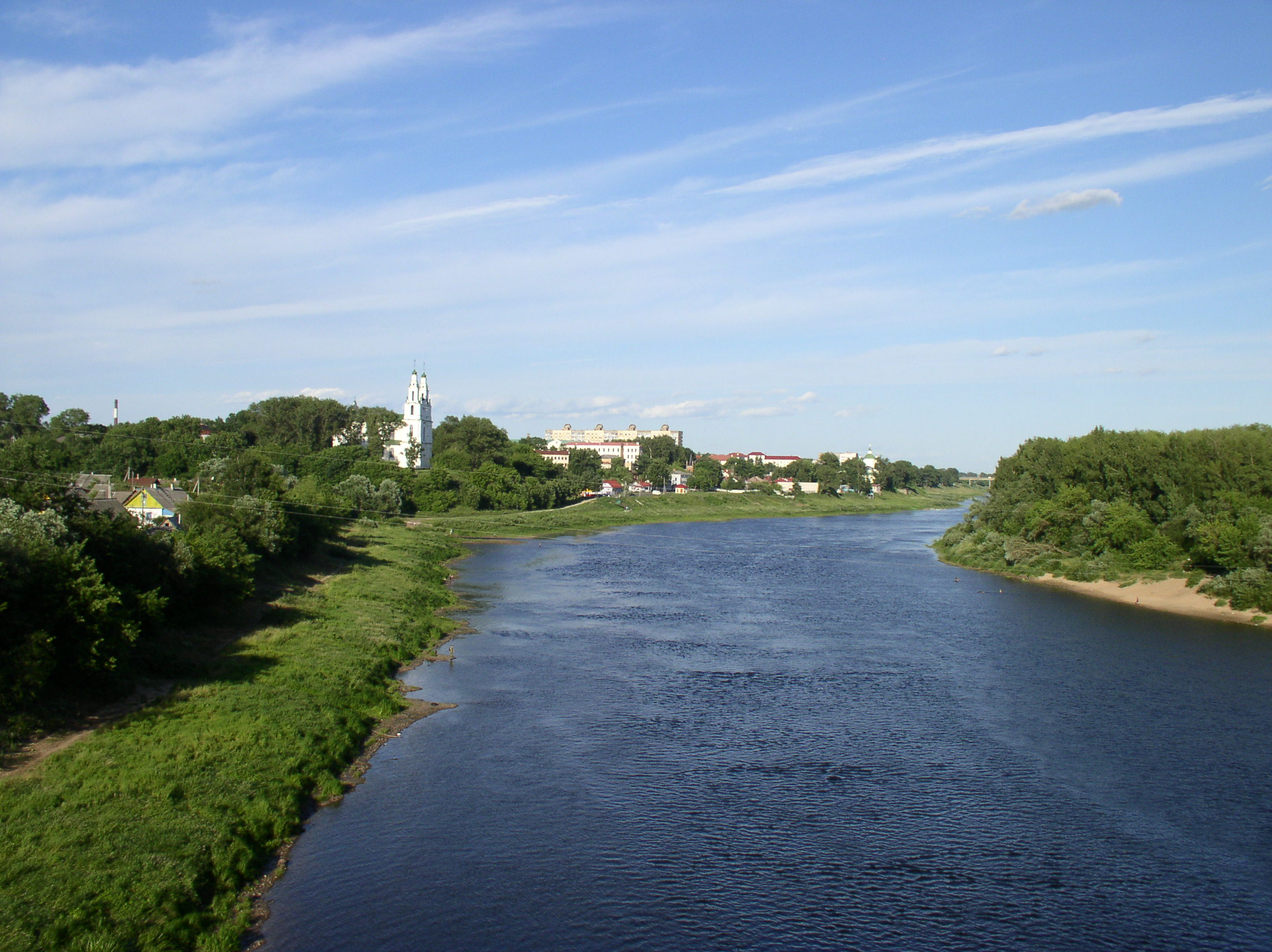
Rio Duina Ocidental em Polatsk (Połock).

- Połock